# Хольтет, Мариус
Мариус Хольтет (норв. Marius Holtet; род. 31 августа 1984, Хамар, Норвегия) — норвежский хоккеист. Игрок сборной Норвегии.

## Биография
Мариус Хольтет — воспитанник системы шведского хоккейного клуба «Ферьестад». Выступал за молодёжную и юниорскую команды клуба. В сезоне 2002/03 дебютировал во второй профессиональной шведской лиге за «Бофорс». В 2002 году на драфте НХЛ был выбран командой «Даллас Старз». В 2003 году дебютировал на официальных турнирах за норвежскую хоккейную команду — в первом дивизионе чемпионата мира по хоккею с шайбой. Сезон 2003/04 провёл в «Бофорс».
В 2004 году присоединился к команде АХЛ «Хьюстон Аэрос». За команду сыграл 55 матчей (в регулярном сезоне и в плей-офф), набрал 12 очков. Сыграл также несколько матчей в хоккейной лиге Восточного Побережья за «Луизиана АйсГейтерз». С 2005 по 2008 год выступал за «Айову Старз». В регулярных сезонах АХЛ за эту команду сыграл 201 матч, забросил 35 шайб и отдал 37 голевых передач. В плей-офф в 18 играх забросил 4 шайбы, голевыми передачами не отметился.
В 2008 году вернулся в «Ферьестад», где играл вплоть до завершения карьеры в 2016 году. В составе команды стал двукратным чемпионом Швеции (2009 и 2011 года).
Выступал за норвежскую команду на 6 чемпионатах мира, участвовал в Олимпийских играх 2010 года в Ванкувере.